# Історія євреїв у Хорватії
Історія єврейської громади в Хорватії починається, принаймні, в III столітті н. е .; при цьому, відомості про громаду до X століття фрагментарні. До початку Другої світової війни в громаді налічувалося близько 37 500 чоловік, 30 000 з яких були вбиті під час Голокосту на території Незалежної держави Хорватія. Після Другої світової війни половина виживших воліла оселитися в Ізраїлі, в той час як близько 2500 чоловік продовжували жити в Хорватії. Згідно з переписом 2011 року, в країні проживало 509 євреїв.
Сьогодні в Хорватії працюють вісім синагог та пов'язаних з ними організацій: вони розташовані в Загребі, Рієці, Осієку, Спліті, Дубровнику, Чаковеці, Дарувар, Славонскі-Броді. З них співтовариство Загреба є найбільшим і найбільш активним, воно організовує заходи щодо пропаганди єврейської культури і самобутності, такі як щорічний єврейський кінофестиваль в Загребі.

## Історія громади

### Давня громада
Єврейські торговці і купці вперше прибули в північну Хорватію в перші століття нашої ери, коли римський закон дозволив вільне пересування по всій Імперії. Археологічні розкопки в Осієку виявили синагогу III століття нашої ери, а розкопки в Соліна - єврейські могили того ж періоду. Виявлена також і єврейська громада в Спліті, також відноситься до III століття. У VII столітті євреї шукали притулку в Палаці Діоклетіана після того, як столиця Далмації - Салону - була захоплена аварцями; синагога була побудована біля західної стіни палацу в XVI столітті, а нащадки жителів Салони як і раніше живуть в цьому районі.

### Раннє Середньовіччя
Одним з найстаріших писемних джерел, який може вказувати на присутність євреїв на території Хорватії, є листи візира Хасдай ібн Шапрут, які він відправляв правителю Хазарського каганату Йосипу; дана листування відноситься до X століття.

### Пізніше Середньовіччя
Єврейські громади Хорватії «процвітали» в XIII і XIV століттях - відносини з сусідами були мирними. Це закінчилося в 1456 році, коли євреї разом з більшістю некатолицьких хорватів були виселені з країни. За цим послідували 200 років, протягом яких в Хорватії не було записів про присутність євреїв. При цьому, в ті ж два століття, хорватські євреї часто перебували в дипломатичних місіях в Боснії - від імені Венеціанської республіки.

### Прибуття іспанських біженців
У XV столітті, під час Реконкісти, істотно зросло число жертв гонінь, спрямованих проти євреїв в Іспанії. З 1492 року єврейські біженці, які втекли від іспанської та португальської інквізиції, прибули на території Османської імперії - включаючи її балканські провінції, Македонію і Боснію. Деякі з цих біженців опинилися і на території сучасної Хорватії: зокрема, в Спліті і в Дубровнику, а також - на узбережжі Далмації.

### Правління Габсбургів
У XVII столітті, за правління династії Габсбургів, євреям все ще не дозволялося селитися в північній Хорватії. Євреї появлялися на території Хорватії як купці і торговці, в основному - із сусідньої Угорщини. Їм, як правило, дозволялося залишатися в регіоні тільки на кілька днів. На початку XVII століття хорватський парламент («Sabor») підтвердив заборону на постійне проживання, після того як єврейська сім'я спробувала влаштуватися в Цуршеваце.
У 1753 році, хоча офіційна заборона продовжував діяти, генерал Бек - воєначальником Вараждінского району - все ж дозволив євреям оселитися в Б'єловарі, Копрівніці і Вараждіні. З метою впорядкування «поводження з євреями» в Хорватії граф Франчі Патачіч, за наказом Королівського управління в Вараждін, написав докладну доповідь, в якому говорилося, що «більшість євреїв є торговцями, а торгівля робить міста процвітаючими».
Заборона на єврейське поселення на півночі Хорватії тривав до 1783 року - до тих пір, поки вступив в силу Указ про толерантності від 1782 року виданий Йосипом II. Згодом євреям дозволялося поселятися в Хорватії, але їм не дозволялося володіти землею або займатися будь-якою торгівлею, захищеної гільдіями; їм також не дозволяли займатися сільським господарством. Незважаючи на ці обмеження, євреї оселилися в Загребі і Вараждіні.
У 1840 році парламент проголосував за «поступове» забезпечення повної рівності для євреїв - і протягом наступних 33 років дійсно спостерігався поступовий прогрес. У 1867 році була відкрита нова Велика Загребська синагога і рабин Осія Якобі став головним рабином Загреба. У 1873 році Іван Мажуранич підписав указ, який передбачає повну юридичну рівність євреїв і державне фінансування було надано єврейським общинним установам, поряд з іншими конфесіями.